# 馮義
馮義（1441年—？），字宜之，陝西西安府同州韓城縣人，民籍，明朝政治人物。進士出身。

## 生平
早年出身縣學生，陝西鄉試第二十五名。成化十一年（1475年）乙未科會試第一百五名，殿試登進士第三甲第一百三十一名。

## 家族
曾祖父馮琰。祖父馮福，曾任貢士。父亲馮康，曾任教諭。